# Nikolai Jakowlewitsch Tschaikin
Nikolai Jakowlewitsch Tschaikin (russisch Николай Яковлевич Чайкин; * 2. Februarjul. / 15. Februar 1915greg. in Charkiw, Russisches Kaiserreich, heute Ukraine; † 17. Februar 2000 in Moskau) war ein Komponist, Bajanist, Pädagoge und Verdienter Künstler der RSFSR (1980).

## Leben

### Herkunft und Musikalische Lehre
Geboren in eine Familie von Büroangestellten, bekam Tschaikin das Interesse für die Musik von seinem Vater, der Amateurmusiker war. Während des Besuches der Musikhochschule wirkte er von 1930 bis 1936 am Orchester für Volksinstrumente der Radiokomitet Charkow mit. 1936 trat er in das Kiewer Konservatorium an der geschichtlich-theoretischen Fakultät ein. Dort studierte er in den Klassen Komposition (bei Lewko Rewuzkyj und Wiktor Kossenko), Instrumentierung (bei Borys Ljatoschynskyj) und Klavier (bei Abram Lufer). Unter seinen Lehrern war auch der russische Komponist Reinhold Glière. Zur selben Zeit gab er dort Kurse für Musiktheorie und Partiturenlesen. Das Konservatorium absolvierte er 1940 als Komponist und Pianist.

### Musikalisches Schaffen im Krieg
Nach dem Studium arbeitete Tschaikin als Komponist, Dirigent und Akkordeonist-Bajanist ab 1941 bis 1945 im Kiewer Ensemble-an-der-Front unter Scheinin und Wirski, wo er mehr als zweihundert Bearbeitungen und Instrumentierungen russischer und anderer Komponisten herstellte. Mit dem Rückzug der Roten Armee, dem Verlassen der Ukraine, wurde das Ensemble nach Saratow evakuiert. Dort traf Tschaikin auf den Musiker Iwan Panizki (dieser führte später als erster im Januar 1952 mit der Philharmonie Saratow dessen Konzert für Bajan und sinfonisches Orchester auf). In diese Zeit fällt die Komposition der Sonate in h-Moll für Bajan, der besondere Bedeutung zukommt, vor allem in der Schaffung anspruchsvollen Repertoires für dieses Instrument, welches ähnliche Maßstäbe an Schwierigkeitsgrad, Komplexität und konzeptionelle Tiefe bisher nicht gekannt hatte. Sie wies die Möglichkeiten des Bajans als Konzertinstrument auf und bildete die Grundlage für die Schaffung weiterer künstlerisch hochwertiger Werke. Letztlich führte diese erste Sonate für Bajan in der sowjetischen Musikgeschichte für den 29-jährigen zur Mitgliedschaft im sowjetischen Komponistenverband.

### Russische Periode – Lehrtätigkeit
Nach dem Ende des Zweiten Weltkrieges zog Tschaikin nunmehr nach Russland. Er arbeitete in Moskau als Redaktor bei der MusGis, dem größten sowjetischen Musikverlag; eine Anstellung, die er bis 1956 innehatte. 1951 nahm er auf Gesuch des Rektorats des Staatlichen musikalisch-pädagogischen Instituts Gnessin eine Lehrstelle an, in welcher er in den Klassen Bajan, Kammerensemble, Methodik, Instrumentierung und Partiturenlesen unterrichtete. Das Gnessin-Institut hatte erst drei Jahre zuvor eine Abteilung für Volksinstrumente eingerichtet, zu welcher das Bajan gehört. 1963 wurde ihm die Bezeichnung Dozent verliehen, doch ein Jahr später setzte er sich im internen Wettbewerb um die Besetzung seiner Position nicht durch und verließ das Institut. 1964 an bis zuletzt hatte er eine Lehrstelle am Nischni Nowgoroder Konservatorium Michail Glinka inne, ab 1973 mit der Bezeichnung Professor. Parallel unterrichtete er von 1973 bis 1978 am Weißrussischen Konservatorium.
Tschaikin vertrat die sowjetische Seite mehrmals auf internationalen Symposien und agierte auf innerrussischen, -sowjetischen, und internationalen Wettbewerben als Teil der Jury. Da er mehrere Sprachen sprach, arbeitete er aktiv bei der Confédération International des Accordéonistes (CIA) bei der UNESCO. 1970 bis 1972 hatte er die Stelle des Vize-Präsidenten der Internationalen Konföderation inne und war ab 1976 Vorsitzender des Musikausschusses. 1980 wurde er als Verdienter Künstler der RSFSR ausgezeichnet. Am 17. Februar 2000 starb er am dritten Tag nach seinem 85. Geburtstag und wurde auf dem Domodedowo-Friedhof, ungefähr 37 km südlich von Moskau beerdigt.

## Stil und Auswirkungen
Erste Erfolge erlangte Tschaikin mit der Sonate h-Moll für Bajan, die während des Krieges entstand. Neben dem Aufzeigen der Möglichkeiten des Instruments und der neuen Komplexität des Stücks lag eine Neuerung vor allem in der Präsentation und Darstellungsform der Werke. Tschaikin hat hierbei auf die Sonatenform zurückgegriffen und sonatische Zyklenformen in vier Sätzen. Passagen, Skalen und „sinfonisierte“ monumentale Darstellungen trugen zur Anerkennung des Bajans als solistisches Instrument im Rahmen des sinfonischen Orchesters bei. War die musikalische Vielfalt und Vielschichtigkeit der Werke bis in die Mitte der 1960er Jahre typisch, änderte sich sein Stil später hin zur kammermusikalischen Konzeption solistischer oder kammermusikalisch besetzter Werke, der Abwesenheit im Allgemeinen von Vielfalt, der Einsatz von hohen, musikalischen Registern und dem Vermeiden von Dopplungen. Seine Werke hatten seither Anerkennung auf internationalen Wettbewerben gefunden, wie dem Coupe Mondiale der CIA mit der Konzertsuite (Leicester, Großbritannien 1968) und der Ukrainischen Suite (Brügge, Belgien 1971).
Die Sonate und das erste Konzert für Bajan und sinfonisches Orchester bewegten die Bajanisten vermehrt dazu, über ihren Tellerrand zu schauen und eine Professionalisierung ihrer Arbeitsweise anzustreben. Die Arbeitsweise Tschaikins als Pädagoge hatte die Bildung einer sowjetischen Schule für das Bajan zur Folge. Im Rahmen der Fragestellung zur Art des Unterrichts auf dem Bajan hielt er Kontakt mit anderen Musikern auf der Welt und entwickelte und etablierte die neue Art, mit fünf Fingern auf dem Bajan zu spielen, nachdem es vorher üblich war, den Daumen hinter das Griffbrett zu halten.

## Werke
- Sonate h-Moll für Bajan (1944)
- Konzert für Bajan und Sinfonisches Orchester Nr. 1 (1951)
- Ukrainische Rhapsodie für Bajan-Trio (1960)
- Sonate für Bajan Nr. 2 (1964)
- Konzertsuite (1964)
- Kinderalbum (1969)
- Ukrainische Suite (1971)
- Konzert für Bajan und Orchester Nr. 2 (1972)
- Wie von Zauberhand oder Die magische Balalaika (По щучьему велению, или Волшебная балалайка) – Ballett (1987)